# 油点
油点（ゆてん）とは、ミカン科やオトギリソウ科などの葉にみられる半透明の小さな点で、細胞の間に油が溜まった場所である。
葉を揉んで潰すと強い芳香を放つ特徴がある。油点は、太陽に透かして見ると透明に見えるので明点とも呼ぶ。